# Alfred Stock

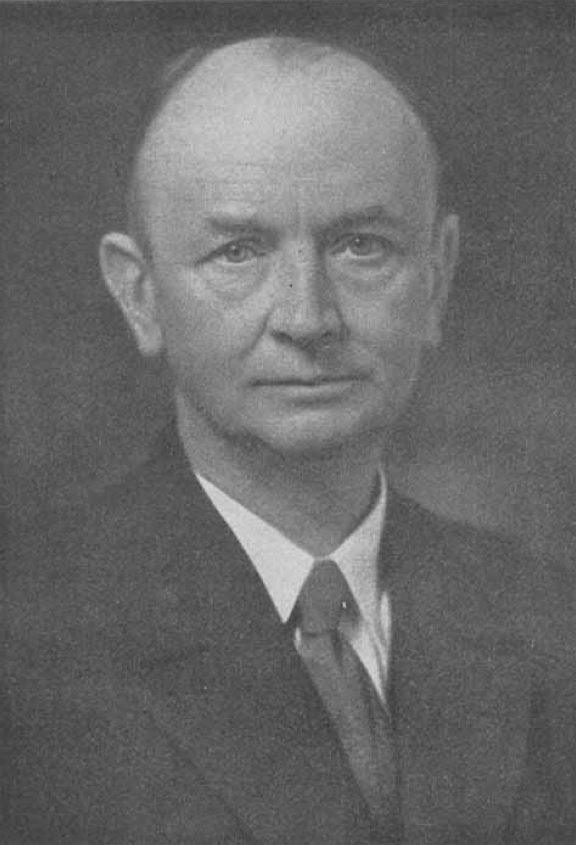
Alfred Stock

Alfred Stock (* 16. Juli 1876 in Danzig; † 12. August 1946 in Aken (Elbe)) war ein deutscher anorganischer Chemiker. Er leistete Pionierarbeiten auf den Gebieten der Chemie von Boranen und Silanen, in der Hochvakuumtechnik sowie der Toxizität von Quecksilber. Die Gesellschaft Deutscher Chemiker verlieh bis zum Jahr 2020 den nach ihm benannten Alfred-Stock-Gedächtnispreis.

## Leben und Wirken
Als Stock zwei Jahre alt war, zog die Familie von Danzig nach Berlin. Nach dem Abschluss am Friedrich-Werderschen Gymnasium zu Berlin im Jahr 1894 begann Stock im gleichen Jahr an der Friedrich-Wilhelm-Universität Berlin ein Chemiestudium. Am 22. Februar 1897 wurde er außerordentliches Mitglied der Deutschen Chemischen Gesellschaft. Im Jahre 1898 beendete er seine Doktorarbeit mit dem Titel Über eine quantitative Trennung des Arsens vom Antimon, Monobromacrolein und Tribrompropionaldehyd, Über einige Bromnitrosokohlenwasserstoffe und ihre Umwandlung in Pseudonitrole. Sein Doktorvater im Jahr 1899 war Emil Fischer.
Daran schloss sich eine weitere einjährige Ausbildung bei dem französischen anorganischen Chemiker und Toxikologen Henri Moissan in Paris an. Stock bekam dort die Aufgabe, noch unbekannte Verbindungen aus Silicium und Bor zu synthetisieren. Fünf Jahre später habilitierte sich Stock an der Berliner Universität. Seine Antrittsvorlesung am 12. März 1904 handelte über „Die Wasserstoffverbindungen der Metalle“.
Am 21. August 1906 heiratete Alfred Stock die Tochter eines Fabrikbesitzers, Clara Emilie Ida Venzky. Aus der Ehe gingen zwei Kinder hervor, Hildegard Ida und Ursula Adelheid Elly.
1909 ging er als ordentlicher Professor an die TH Breslau. Dort konzentrierte er sich auf Untersuchungen zu Bor und Silizium und deren Wasserstoffverbindungen, die Borane und Silane. Neben den Borwasserstoff- und Siliciumwasserstoffverbindungen beschäftigte sich Stock mit der Reindarstellung von metallischem Beryllium, der Darstellung von Kohlenstoffsubsulfid, Kohlenstoffsuboxid, Selen- und Tellur-Schwefelkohlenstoff sowie den Schwefel-, Halogen- und Stickstoffverbindungen des Bors.
Im April 1916 ging er an das Kaiser-Wilhelm-Institut für Chemie in Berlin-Dahlem und wurde wissenschaftliches Mitglied der Kaiser-Wilhelm-Gesellschaft. In Berlin setzte er seine Breslauer Studien fort. Während des Ersten Weltkrieges war auch Stock dazu verpflichtet, sich mit kriegsbedingter chemischer Forschung zu beschäftigen. Am benachbarten Haberschen Institut in Berlin war er an der Entwicklung von Reizstoffen und Rauchentwicklern beteiligt. Im Jahre 1921 wurde er als Nachfolger des emeritierten Ernst Otto Beckmann zum Direktor des Kaiser-Wilhelm-Instituts für Chemie ernannt, an dem damals auch andere deutsche Forscher wie Otto Hahn und Lise Meitner arbeiteten.
In dieser Zeit wurden die gesundheitlichen Probleme, an denen er seit vielen Jahren litt, immer stärker. Erst 1924 entdeckte der Toxikologe Louis Lewin eine chronische Quecksilbervergiftung als Ursache für Stocks Leiden. Die im chemischen Labor verursachte Krankheit veranlasste den Analytiker Stock, sich ausführlich mit dem „tückischen“ Gift Quecksilber und den Quecksilberdämpfen zu beschäftigen.
Seine erste Veröffentlichung zu diesem Thema am 15. April 1926 in der Zeitschrift für angewandte Chemie, in der er auch eine ständige Quecksilberabgabe aus Amalgamfüllungen nachweist, löste eine jahrelange Debatte um dieses Zahnfüllmaterial aus. In der Einleitung zu einem weiteren Artikel am 16. Juni 1928 verteidigte er seine Thematik:

„Wer die tückischen, niederdrückenden Wirkungen des Amalgams an sich selbst erlebt hat, empfindet es nicht nur als sein Recht, sondern als heilige Menschenpflicht, allen, die es angeht, zur Aufklärung und Wiederherstellung zu verhelfen.“

Seither forderte Stock nachdrücklich zum Verzicht von Amalgamfüllungen auf. Die Debatte erreichte eine enorme Öffentlichkeit und ging später als der Zweite Amalgamkrieg in die Medizingeschichte ein.
Die Aussicht auf quecksilberfreie Arbeitsräume veranlasste ihn 1926, als Professor an die Technische Hochschule Karlsruhe zu gehen. Stock führte dort seine Quecksilberstudien fort und war 1929/30 Rektor der Hochschule.
Im Jahr 1932 war Stock für vier Monate Gastprofessor an der Cornell University in Ithaca (N.Y.). Während dieser Zeit hielt er Experimentalvorträge in New York City, Chicago, Baltimore und weiteren Städten, vor allem über Bor und Beryllium.
Seit 1. Mai 1933 war Stock Mitglied in der NSDAP (Nationalsozialistischen Deutschen Arbeiterpartei) und äußerte sich in Briefwechseln mit seinem amerikanischen Chemiker-Kollegen Louis Monroe Dennis antisemitisch zu den Vertreibungen jüdischer Wissenschaftler aus den Hochschulen in Deutschland.
Mit 60 Jahren emeritierte Stock aus Krankheitsgründen zum 1. Oktober 1936 und trat eine Forschungsprofessur an der Universität Berlin an.
Vom 6. Februar 1936 bis 7. Mai 1938 war Stock Präsident der Deutschen Chemischen Gesellschaft. Auf der Jahresversammlung der Deutschen Chemischen Gesellschaft 1937 hatte Stock in dieser Stellung die Verleihung des Friedensnobelpreises an Carl von Ossietzky als einen Schlag ins Gesicht jedes Deutschen bezeichnet. Es sei verständlich, dass sowohl die Regierung wie das Volk darüber verärgert seien und nichts mehr mit dem Nobelpreis zu tun haben wollten. „Das Verbrechen des Norwegischen Parlamentskomitees wird von Seiten der Wissenschaft tief bedauert.“ Der Pharmakologe Otto Krayer reagierte darauf mit einem Brief an das Büro der Gesellschaft, er sehe sich aufgrund dieser Bemerkung gezwungen, zu verlangen, ihn von der Mitgliederliste zu streichen.
Im Zweiten Weltkrieg wurde das Haus der Eheleute Stock in Berlin durch Bomben beschädigt. Deswegen zogen Stock und seine Frau im September 1943 zunächst in das vermeintlich sichere Bad Warmbrunn in Schlesien, mussten sich jedoch im Februar 1945 dem Flüchtlingsstrom nach Westen anschließen und fanden Unterkunft in Aken bei Dessau.
Nach dem Krieg (1946) fühlte sich Stock trotz seines Alters verpflichtet, durch Denkschriften und Vorträge (zum Beispiel in Bitterfeld) zur Wiederbelebung der deutschen Chemie beizutragen.

## Ehrungen
- 1923: Nominierung für den Chemie-Nobelpreis[27]
- 1926 Mitglied der Deutschen Akademie der Naturforscher Leopoldina.[28]
- 1929: Mitglied der Heidelberger Akademie der Wissenschaften.[29]
- Norblad-Ekstrand-Medaille durch die Schwedische Chemische Gesellschaft.[30]
- Ernannt zum Ehrenmitglied im Verein Österreichischer Chemiker im Februar 1938.[24]
- Von 1950 bis 2020 wurde von der Gesellschaft Deutscher Chemiker der nach ihm benannte Alfred-Stock-Gedächtnispreis an Chemiker für „hervorragende wissenschaftliche Arbeiten auf dem Gebiet der anorganischen Chemie“ verliehen.[31]

## Erfindungen (Auswahl)
- Tensionsthermometer[32]
- Stocksche Hochvakuumapparatur: eine Glasapparatur, die ein gefahrloses Arbeiten auch mit hochbrennbaren und stark giftigen Substanzen im Hochvakuum ermöglicht.[33]
- Grundlagen zur Chemie der Chelatkomplexe von Metallen; siehe auch Ligand
- Stock-Nomenklatur (engl. the Stock system, Stock nomenclature): international benutztes System, um die Oxidationsstufen von Chemikalien mit Ziffern zu benennen.[34]

## Veröffentlichungen (Auswahl)
- Praktikum der quantitativen anorganischen Analyse. Berlin 1909 (6. Auflage, München 1970).
- Ultrastrukturchemie. Berlin 1920.
- Hydrides of boron and silicon. Ithaca/USA 1933 (Neuausgabe Ithaca/USA 1957).
- Die Gefährlichkeit des Quecksilbers und der Amalgam-Zahnfüllungen. Verlag Chemie, Berlin 1928.
- Alfred Stock: Das Atom. In: Angewandte Chemie Band 37, Nr. 6, 1924, doi:10.1002/ange.19240370602, S. 65–67.